# Ribes laurifolium
Espèce
Classification APG III (2009)
Ribes laurifolium est une espèce d'arbuste à feuilles persistantes d'environ 1,5 m de haut, de la famille des Grossulariaceae, originaire de l'ouest de la Chine (provinces de Guizhou, Sichuan, Yunnan).